# Weidknecht

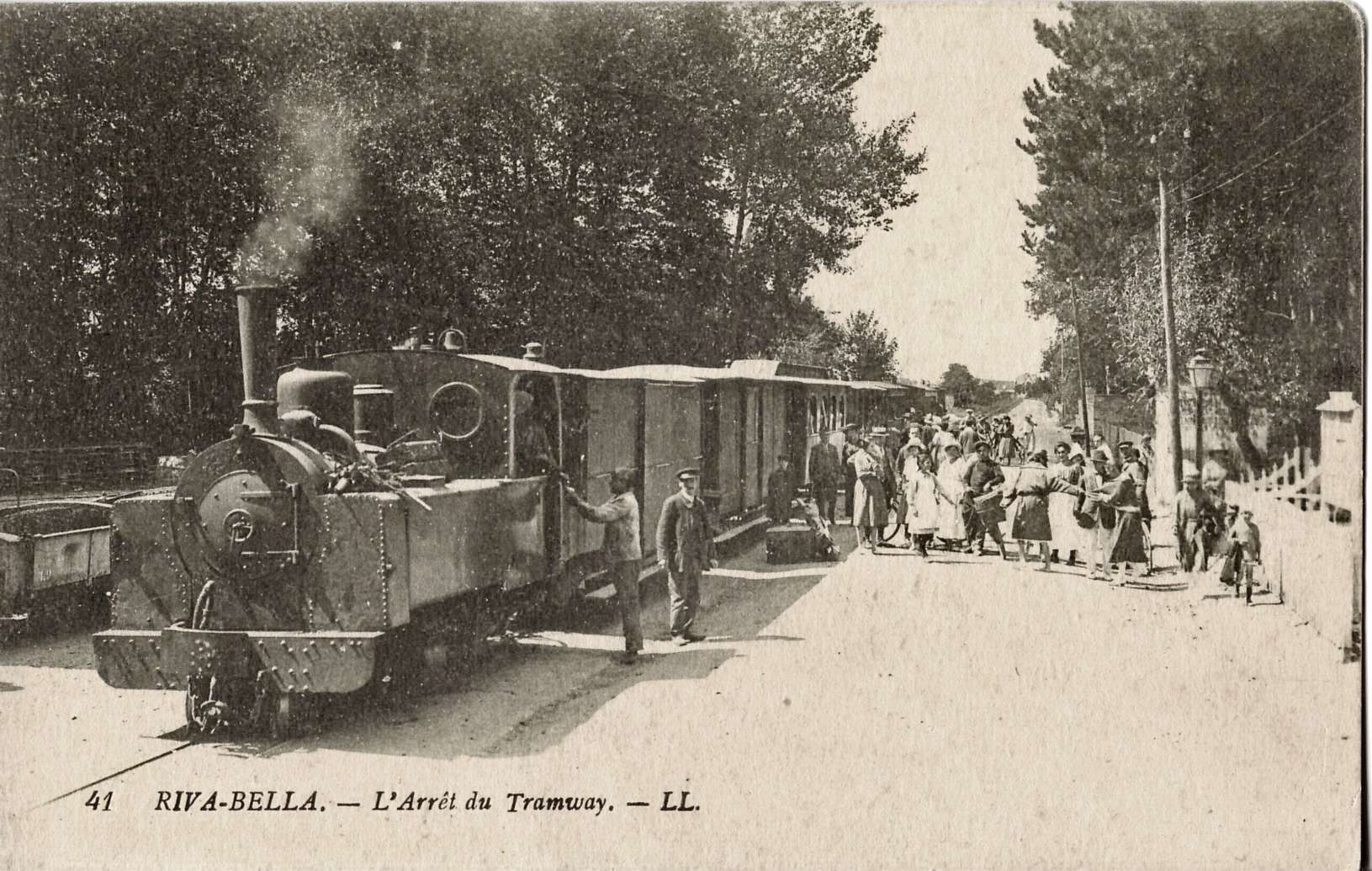
Locomotive type 230T construite pour les chemins de fer du Calvados.

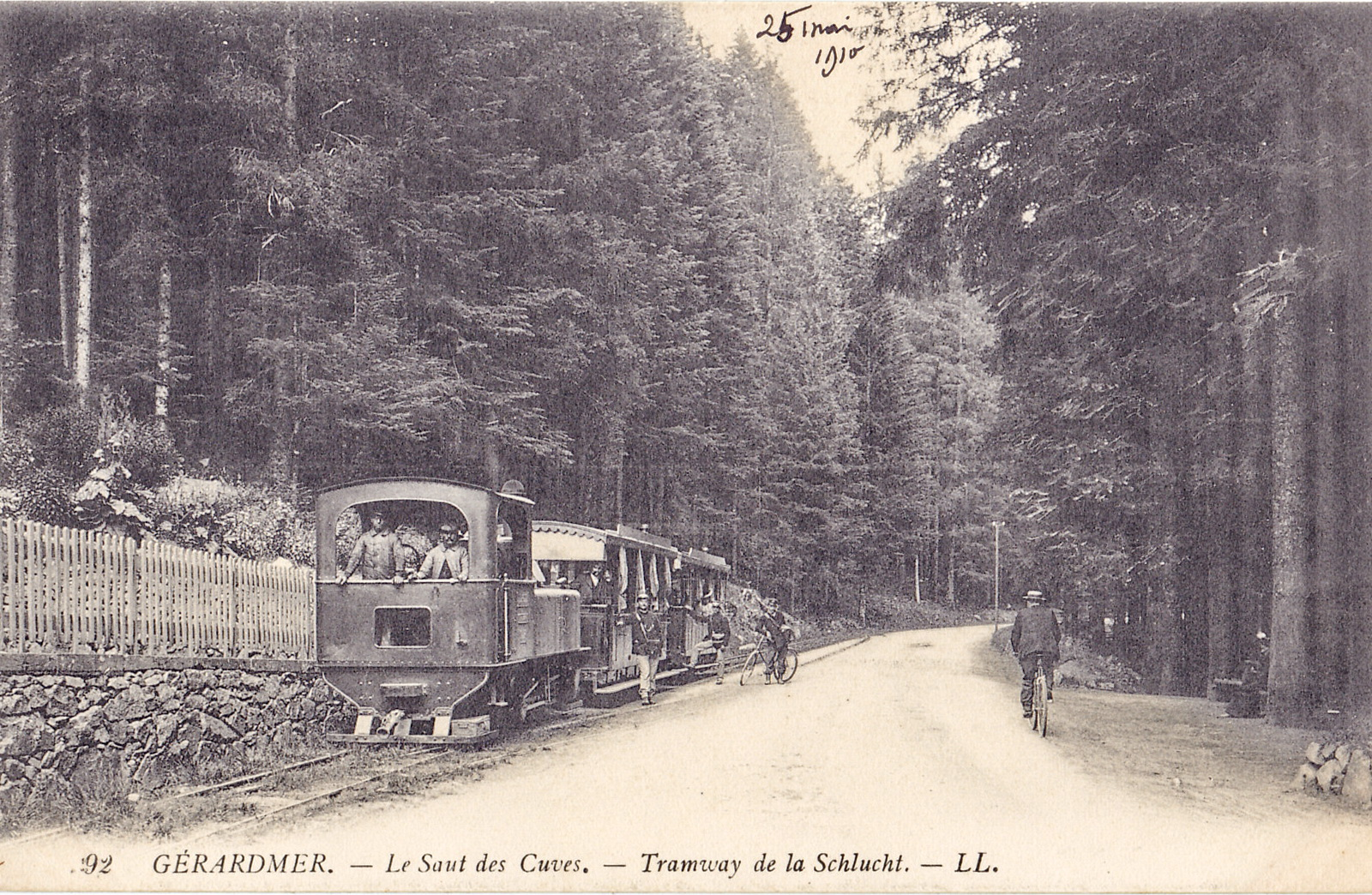
Locomotive type 030t du Tramway de Géradmer.

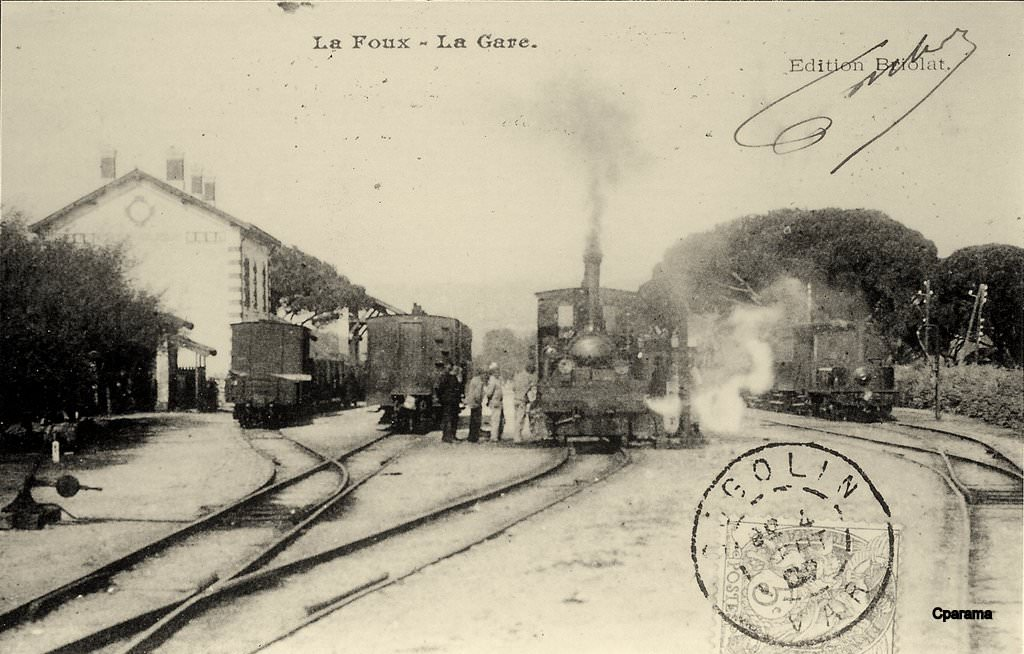
Locomotive 030 Weidknecht sur le réseau du littoral des chemins de fer de Provence en gare de la Foux.

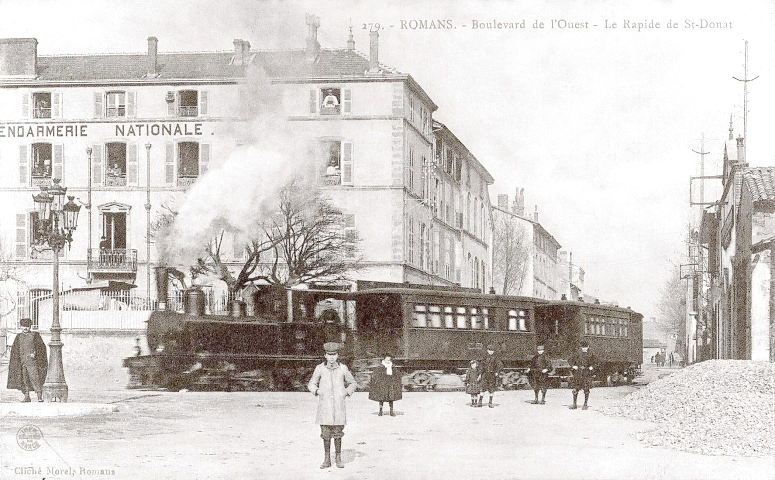
Locomotive Weidknecht des chemins de fer de la Drôme.

Les Ateliers de construction du pont de Flandre, Weidknecht Frères &Cie  ont construit et commercialisé des locomotives à vapeur entre 1889  et 1929 . Leur siège et leurs usines étaient situés à Paris, 1, boulevard Macdonald, dans le 19e arrondissement.

## Histoire
L'usine est fondée par Monsieur Frédéric Weidknecht (1842-1902) ingénieur civil. À son décès, l'usine est reprise par ses fils jumeaux, Adrien (1876-1906) et Amédée (1876-1928). Au décès d'Amédée, l'usine est vendue et devient la société Cléro.

## Le système Weidknecht
En 1892, le 30 mai, Frédéric Weidknecht dépose un brevet (n° 222000) pour un essieu radial de locomotive, système Weidknecht La première application de ce système a lieu sur les locomotives type 031 des chemins de fer départementaux de la Drôme.

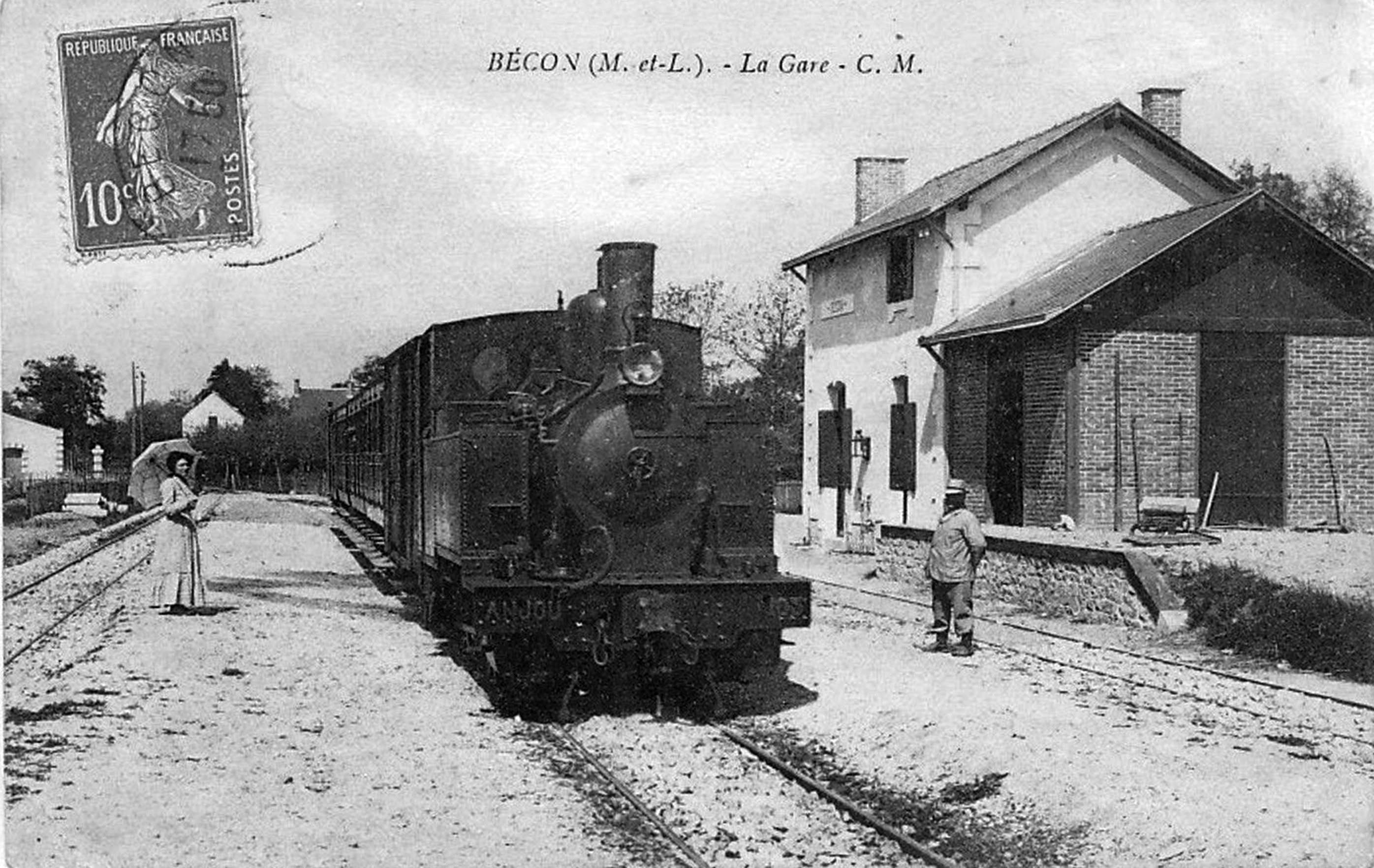
Locomotive 103 des chemins de fer de l'Anjou.

## Production
La production consiste essentiellement en locomotives à voie étroite.
locomotives pour
- Chemin de fer de l'Anjou;
- Chemins de fer départementaux de la Drôme;
- Compagnie des tramways de Loir-et-Cher;
- Compagnie des chemins de fer à voie étroite et tramways à vapeur du Tarn[7];
- Compagnie des tramways de l'Artois (TA) pour le tramway de Béthune à Estaires;
- Tramway de Royan;
- Chemins de fer du Calvados (CFC);
- Tramway de Gérardmer;
- Compagnie du chemin de fer de l'Est-Marseille;
- Chemins de fer de Thessalie[8];

omnibus à vapeur.
L'usine produit également des concasseurs système Loizeau dont elle a acquis la concession en 1886. Cette activité se poursuit, cent trente ans après, sous la marque Cléro.

### Liens  externes
- « Répertoire des locomotives fabriquées par Weidknecht à Paris » (consulté le 21 octobre 2013)